# Delagrangeus
Delagrangeus is een kevergeslacht uit de familie van de boktorren (Cerambycidae). De wetenschappelijke naam van het geslacht werd voor het eerst geldig gepubliceerd in 1892 door Pic.

## Soorten
Delagrangeus omvat de volgende soorten:
- Delagrangeus schurmanni Sama, 1985
- Delagrangeus angustissimus Pic, 1892
- Delagrangeus liviae Pesarini & Sabbadini, 2004